# 卡斯泰尔诺迪尔邦
卡斯泰尔诺迪尔邦（法語：Castelnau-Durban，法語發音：[kastɛlno dyʁbɑ̃]）是法国阿列日省的一个市镇，属于聖日龍區。

## 地理
卡斯泰尔诺迪尔邦（43°0'4"N, 1°20'30"E）面积13.18 平方千米，位于法国奧克西塔尼大區阿列日省，该省份为法国西南部内陆省份，西部和北部与上加龙省接壤，东临奥德省，东南至东比利牛斯省接壤，南与安道尔和西班牙接壤。
与卡斯泰尔诺迪尔邦接壤的市镇（或旧市镇、城区）包括：塞鲁堡、阿里兹河畔迪尔邦、埃斯普拉德塞鲁、蒙瑟龙、里蒙。

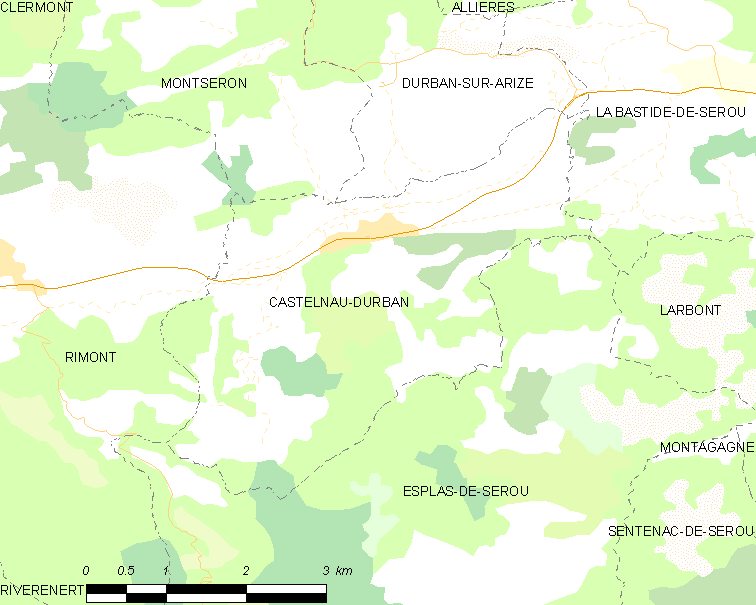
卡斯泰尔诺迪尔邦的OSM定位图

卡斯泰尔诺迪尔邦的时区为UTC+01:00、UTC+02:00（夏令时）。

## 行政
卡斯泰尔诺迪尔邦的邮政编码为09420，INSEE市镇编码为09082。

## 政治
卡斯泰尔诺迪尔邦所属的省级选区为库斯朗东县。

## 人口

1962-2008年间卡斯泰尔诺迪尔邦人口变化图示

卡斯泰尔诺迪尔邦于2022年1月1日时的人口数量为458人。